# 괭이 (영화)
"괭이"(Stray cats)는 2009년 대한민국의 영화이다. 이철하 감독의 작품으로 김별이 출연하였다. 인천문화재단, 인천영상위원회, 한국영화제작가협회이 제작하였고, 인천을 배경으로 한 내용을 다루고 있으며, 인천항, 구 58은행, 차이나타운, 만석동, 홍예문 등지에서 촬영되었다.

## 출연

### 주연
- 최진호
- 송하윤
- 정계순

## 기타
- 프로듀서: 이승태
- 프로듀서: 정재우
- 프로듀서: 김효정
- 제작부장: 송재훈
- 제작관리: 이재승
- 제작관리: 최홍석
- 촬영부: 장재영
- 촬영부: 김지성
- 촬영부: 배윤희
- 조명: 조주형
- 조명부: 윤승남
- 조명부: 박종선
- 조명부: 임진갑
- 조연출: 한수봉
- 연출부: 박철진
- 연출부: 이재원
- 스크립터: 김유나
- 동시녹음: 정현수
- 붐오퍼레이터: 정상수
- 사운드슈퍼바이저: 이혜림
- 미술: 장재진
- 소품팀: 김민주
- 분장팀: 신연정
- 분장팀: 이수영
- 의상: 채경화
- 편집보: 백주희
- 디지털처리부문: 장지봉
- 촬영장비: 김준영
- 매니저부문: 유형석
- 매니저부문: 김민걸
- 매니저부문: 송대중
- 보조출연: 이옥희
- 보조출연: 최민규
- 보험: 류인종